# Самопрядка

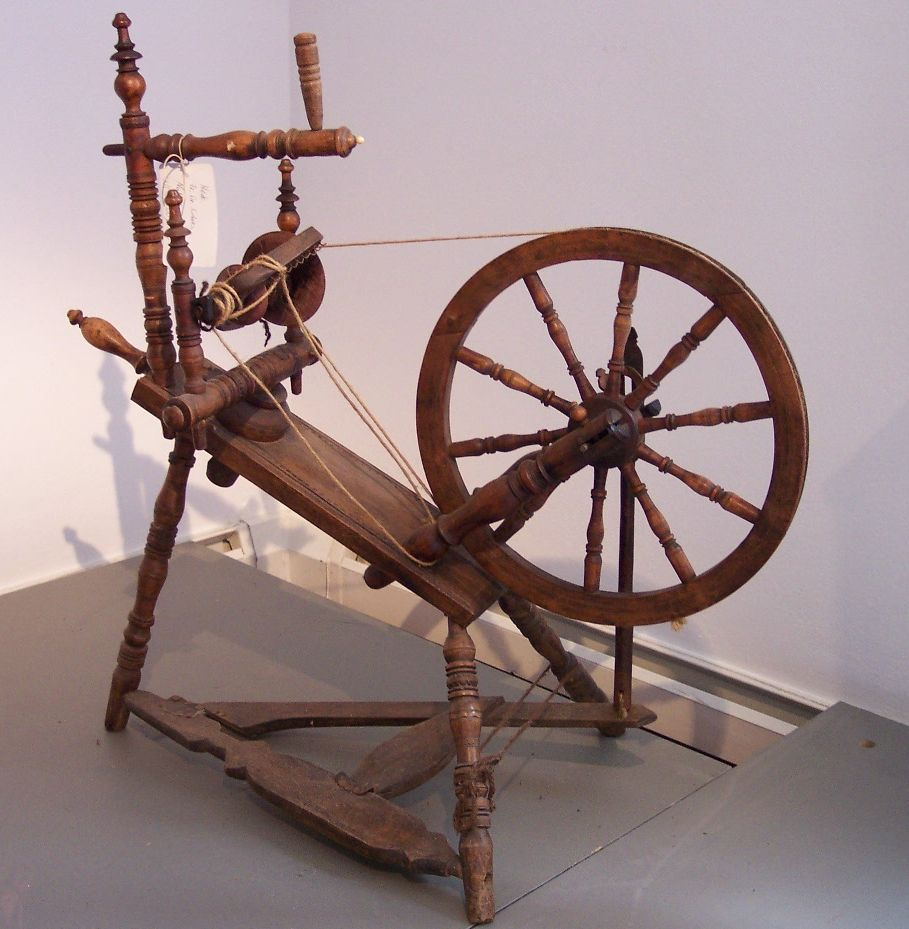
Самопрядка

Самопря́дка, також самопряд, діал. коворо́тка — прядка з автоматичним зсукуванням нитки і намотуванням пряжі на веретено. Частіше за все споряджається ножним приводом.
У сучасних виробництвах прядки замінені прядильними машинами.

## Історія
Припускається, що механічна прядка вперше з'явилася в Індії, звідки поширилася по світу. У Європі з'явилася на початку XIV століття. У ній використовується колесо, обертане за допомогою ножної педалі. Коли до прядки додали вилку в XV столітті, прядіння вже не треба було переривати на намотування. Стрижень веретена тепер став віссю, на якій закріплені котушка та вилка. Близько 1490 р. Леонардо да Вінчі винайшов багатоверетенну машину зі «стандартними» намотувальними вилками і ручним приводом. У XVI столітті в Європі в механічних прядок з'явилася педаль для обертання колеса.

## Будова

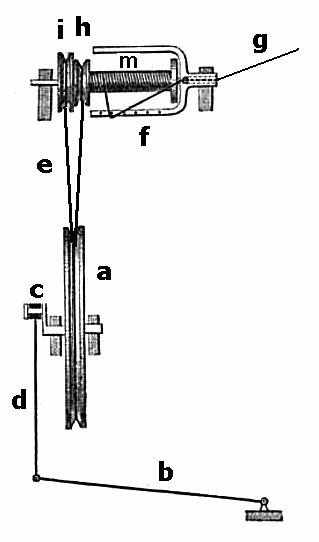
Схема самопрядки. a — колесо, b — педаль, c — кривошип, d — шатун, e — приводний шнур, f — вилка (крапками позначені гачки), g — рівниця, h — шків котушки, i — шків вилки, m — пряжа на котушці

Найбільш поширені самопрядки, де колесо розташоване поруч робочого веретена, але траплялися варіанти з веретеном над колесом. Судячи з усього, у «Словарі Грінченка» описано прядку саме з верхнім розташуванням веретена.
Найпоширеніший тип самопрядки складається зі стільчика на трьох ніжках, під якими розташована педаль («підніжок»). На стільчику на двох стовпчиках встановлене колесо зі спицями. Від підніжка до вала колеса йде шатун («циганка»), що перетворює поступальний рух педалі в обертальний за допомогою кривошипа. Поруч колеса на стільчику вкріплено ще один стовпчик з поперечиною зверху, розміщення якого на стільниці можна регулювати. На кінцях поперечини встановлені два стовпчики, між якими кріпиться робоче веретено. Воно складається з основи (скалки), на якій кріпиться вилка з кількома гачками («рогулька», «рашка») і котушки, надітої на скалку. На одному кінці веретена пророблено отвір з розширнем для просилювання пасма (рівниці), на другому розташовані шківи («колісця») вилки і котушки, з'єднані з колесом шнуром, що грає роль приводного паса. Колесо має два паралельні жолобки, шнур спочатку укладають в один з жолобків, проводять його через шків вилки, потім укладають у другий жолобок, проводять через шків котушки і зв'язують кінці. Пересуваючи стовпчик веретена, обирають потрібний натяг шнура. Котушка співвісна зі скалкою, але кожна з них має свій шків, тому котушка обертається незалежно від вилки з гачками — швидкість її обертання менша.
Конструкція самопрядки з верхнім розташуванням веретена дещо відрізняється. Вона теж має стільчик на ніжках, але колесо розташоване між двома стовпчиками, які водночас слугують і опорами для колеса, і підставкою для веретена. Передній стовпчик коротший, на ньому лежить перекладина — сволочок, один кінець якої виступає попереду. На виступному кінці сволочка укріплений третій стовпчик, збоку прироблений шкураток з отвором, у який вставляють один кінець веретена, другий кінець якого кріпиться до заднього стовпчика за допомогою спеціальної регульованої гайки; веретено складається з таких частин: вилки (з дев'ятьма або десятьма гачками), скалки, колісця; колісце і скалка з'єднуються з колесом шнуром.
Працюють на самопрядці таким чином. Прядильниця ставить її перед собою, щоб стовпчики з веретеном були праворуч, а колесо — зліва (під час роботи на самопрядці з верхнім розташуванням веретена колесо знаходиться прямо попереду, а гребінь з кужіллю — зліва). Отвір у веретені, таким чином, опиняється прямо перед нею. Прядильниця витягає зі жмута кужелі нетовсте пасмо, пропускає його в отвір веретена, заводить волокна за найближчий гачок вилки веретена і намотує кінець пасма на котушку. Потім, натискуючи ногою на педаль, майстриня приводить у рух колесо, від якого починають обертатися вилка веретена з гачками, і котушка. У результаті волокна в пасмі починають скручуватися у нитку, яка тут же намотується на котушку. Прядильниці залишається тільки витягати пасмо зі жмута і подавати його в отвір. Коли нитка заповнить на котушці простір під одним гачком, прядку зупиняють і чіпляють нитку за наступний гачок: чергуючи гачки, можна добиватися рівномірного розподілу пряжі по котушці.
Якщо нитка виходить слабко крученою, то послаблюють натяг шнура-паса. Якщо нитка не встигає намотуватися на котушку, треба зменшити діаметр шківа останньої.

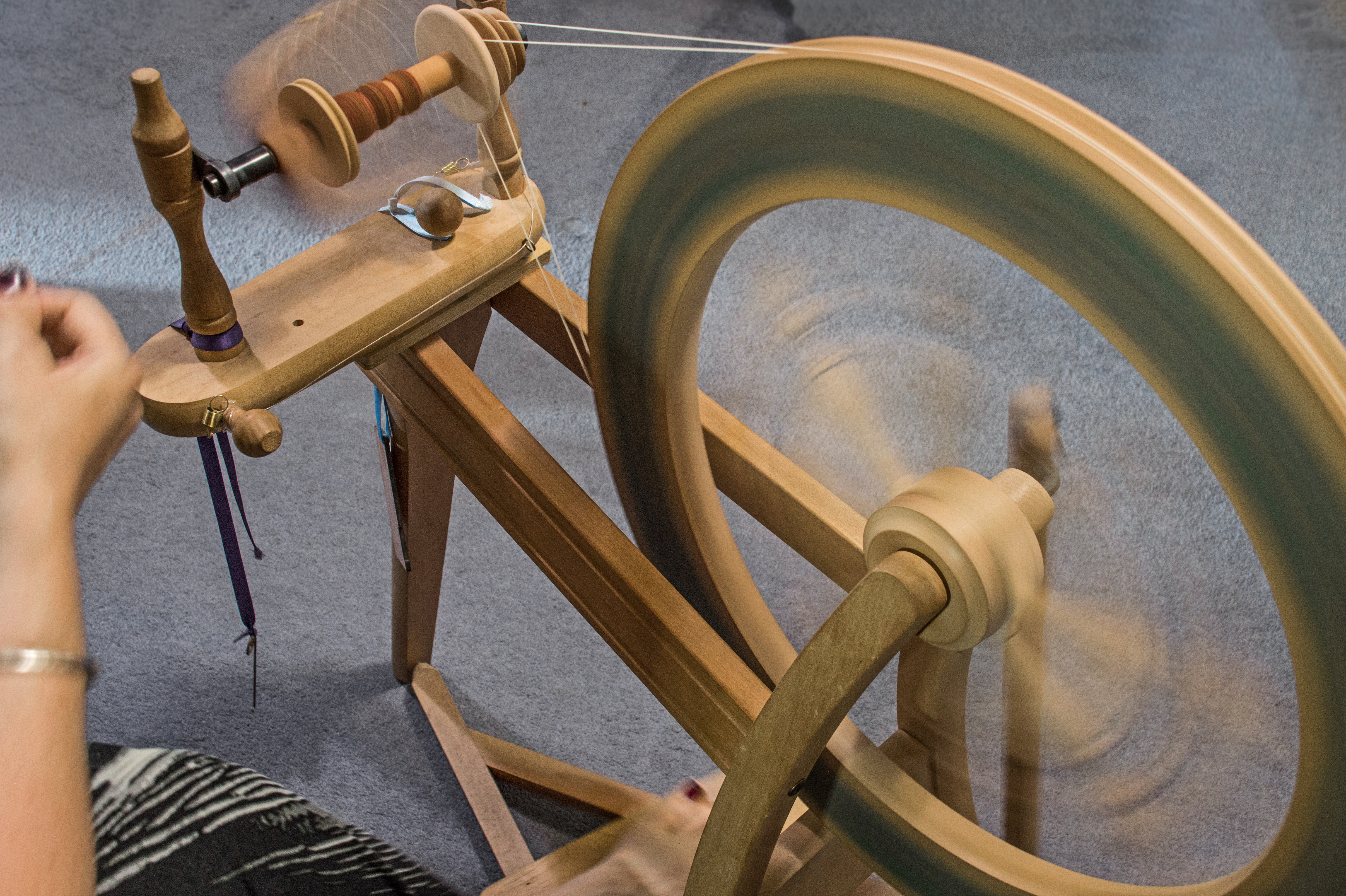
Робота самопрядки

З котушки пряжу перемотують у мотки, як і зі звичайного веретена, за допомогою мотовила.

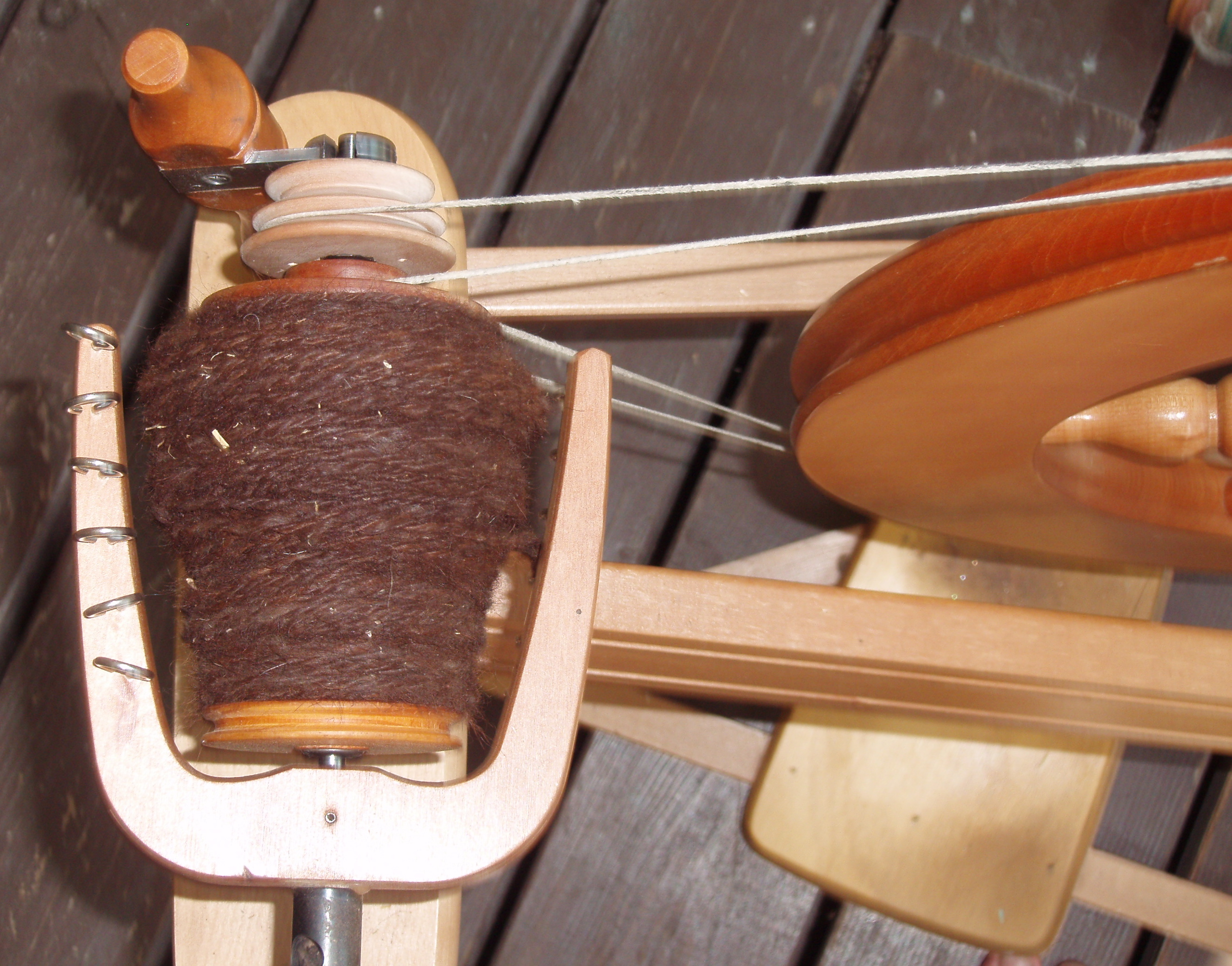
Шківи котушки і вилки
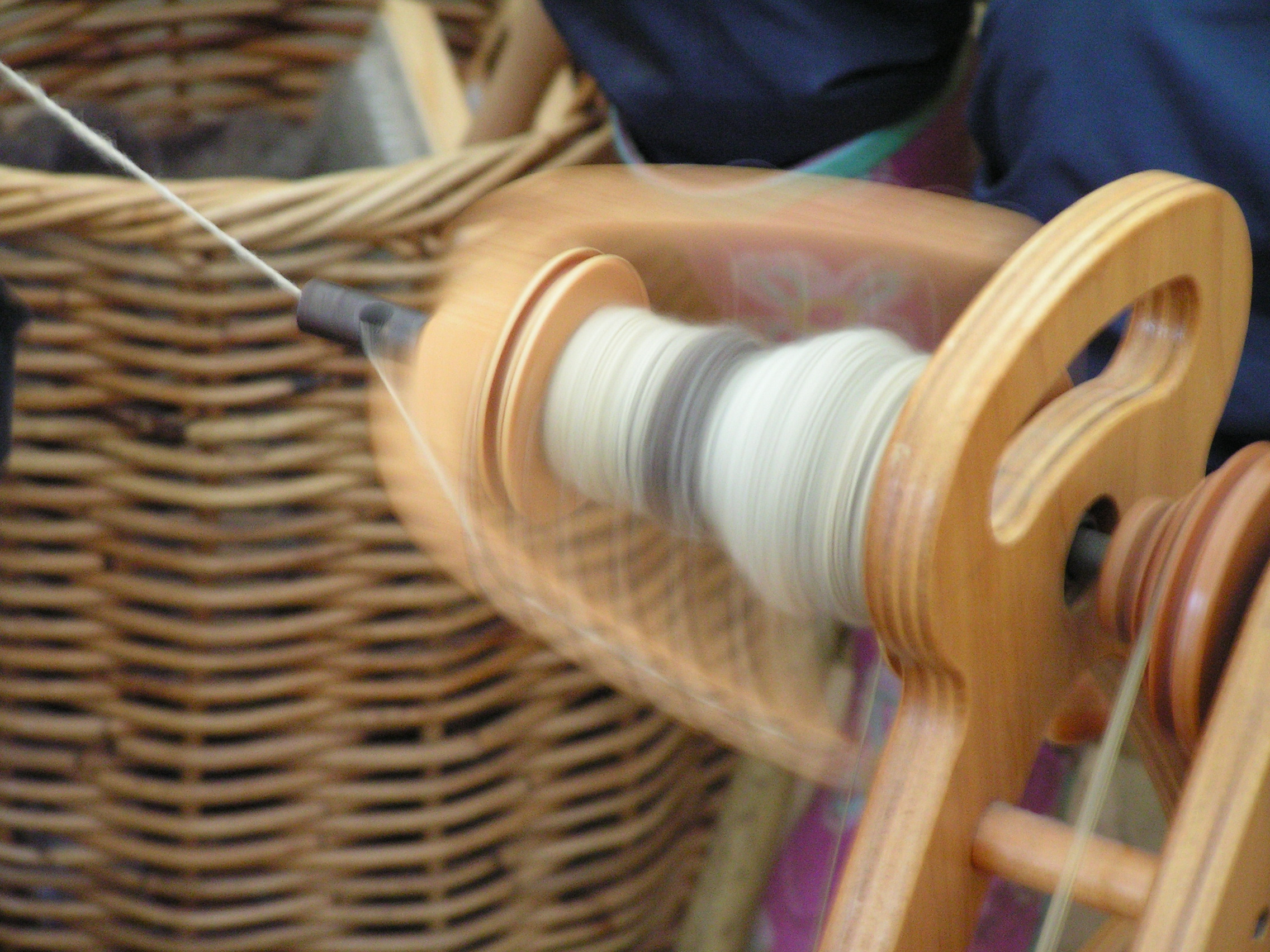
Веретено самопрядки під час роботи. Видно нитку, що проходить в отвір веретена і намотується на котушку
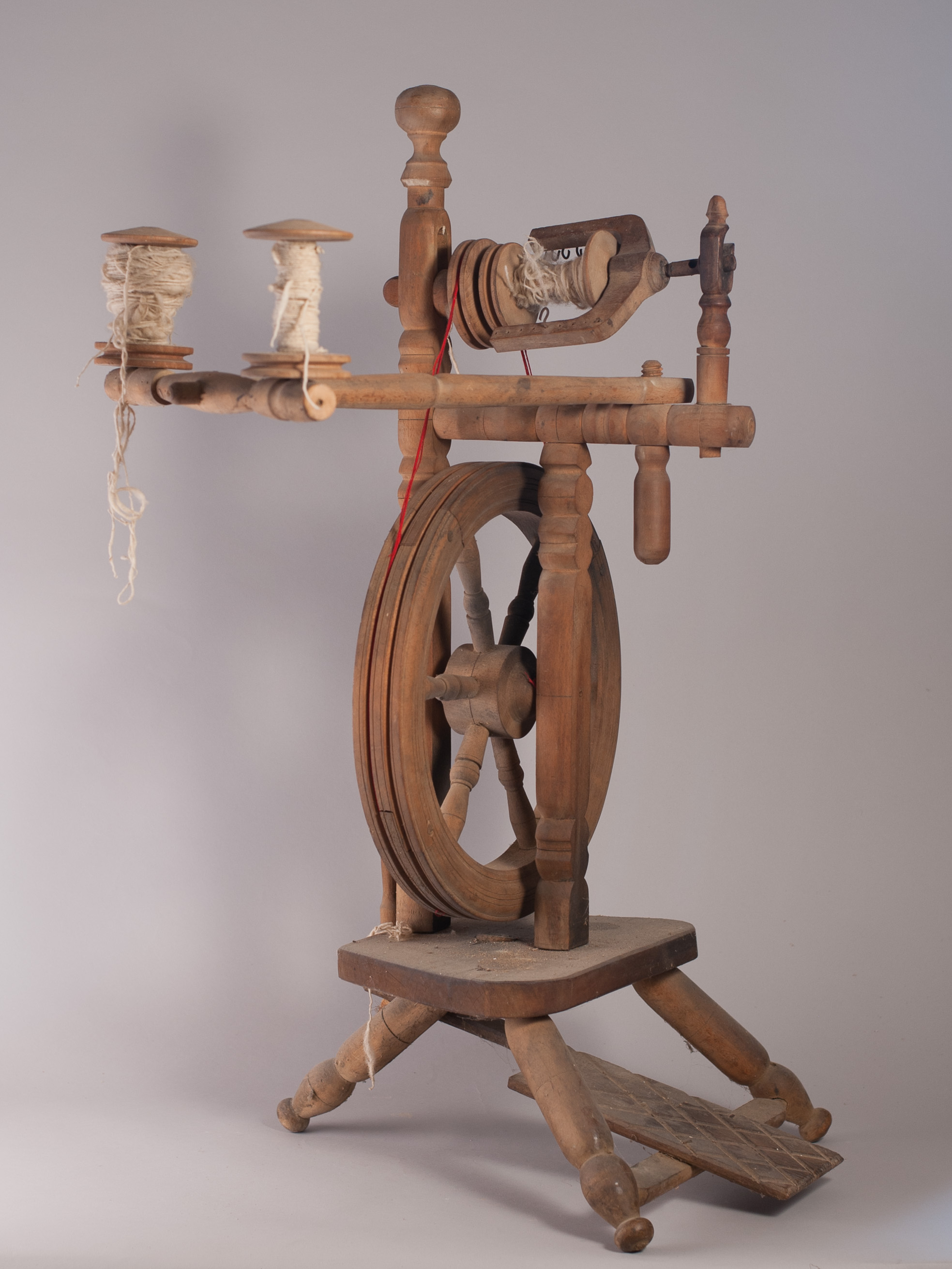
Самопрядка з верхнім розташуванням веретена

## Індійський різновид прядки— чарха

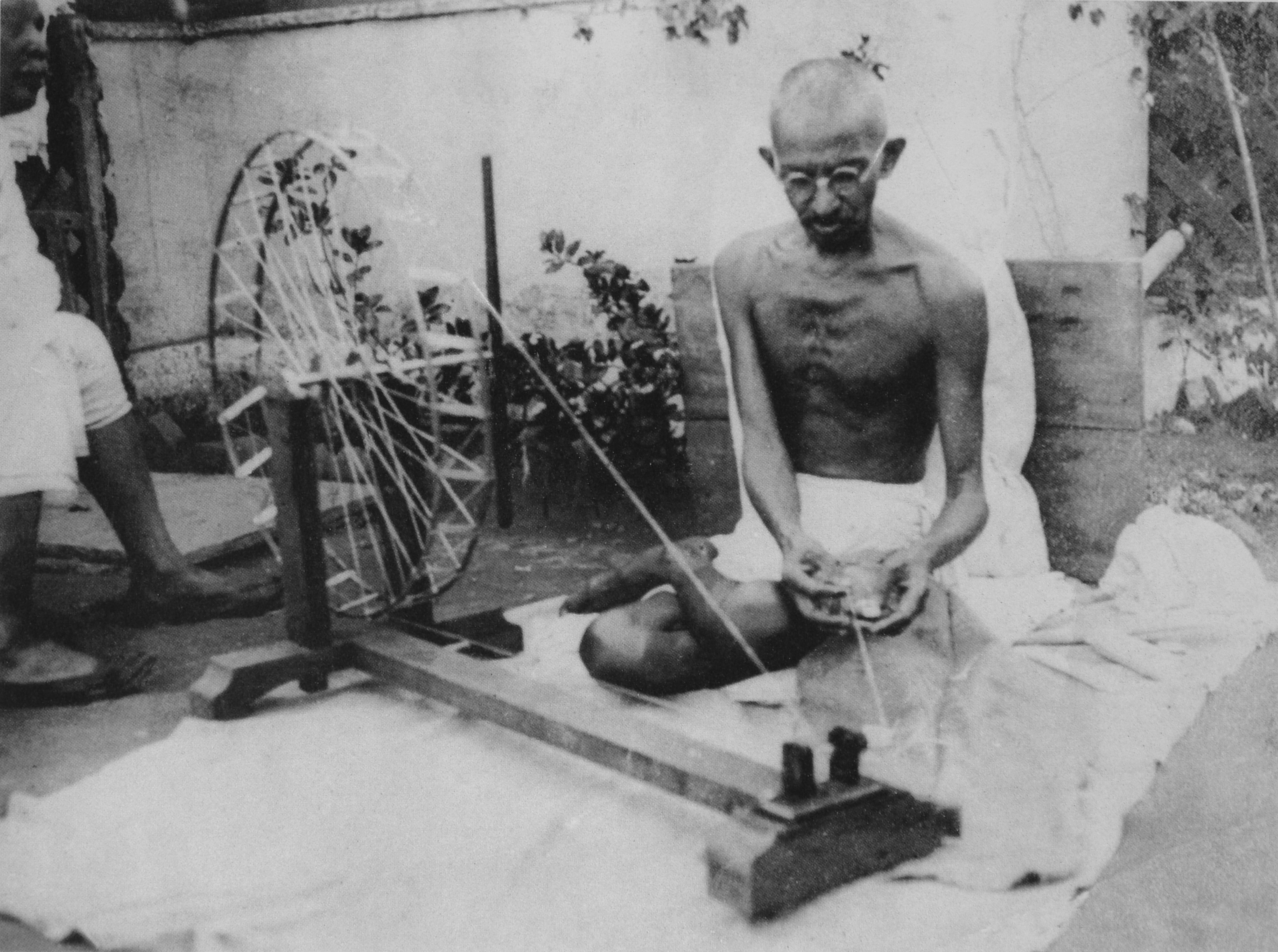
Чарха

Чарха — одна з найдавніших видів механічної прядки. Використовується в Індії, саме слово «чарха» виводять від перс. چرخ, «чарх» («колесо», «коло»). На відміну від звичайної самопрядки, у чархи відсутня ножна педаль, її колесо обертається рукою. Завдяки Махатмі Ганді чарха стала символом руху за незалежність Індії і її стилізоване зображення було включене у ранні варіанти прапора Індії.

## Символізм
- Жінка з самопрядкою зображена на гербі й прапорі російського міста Іваново.

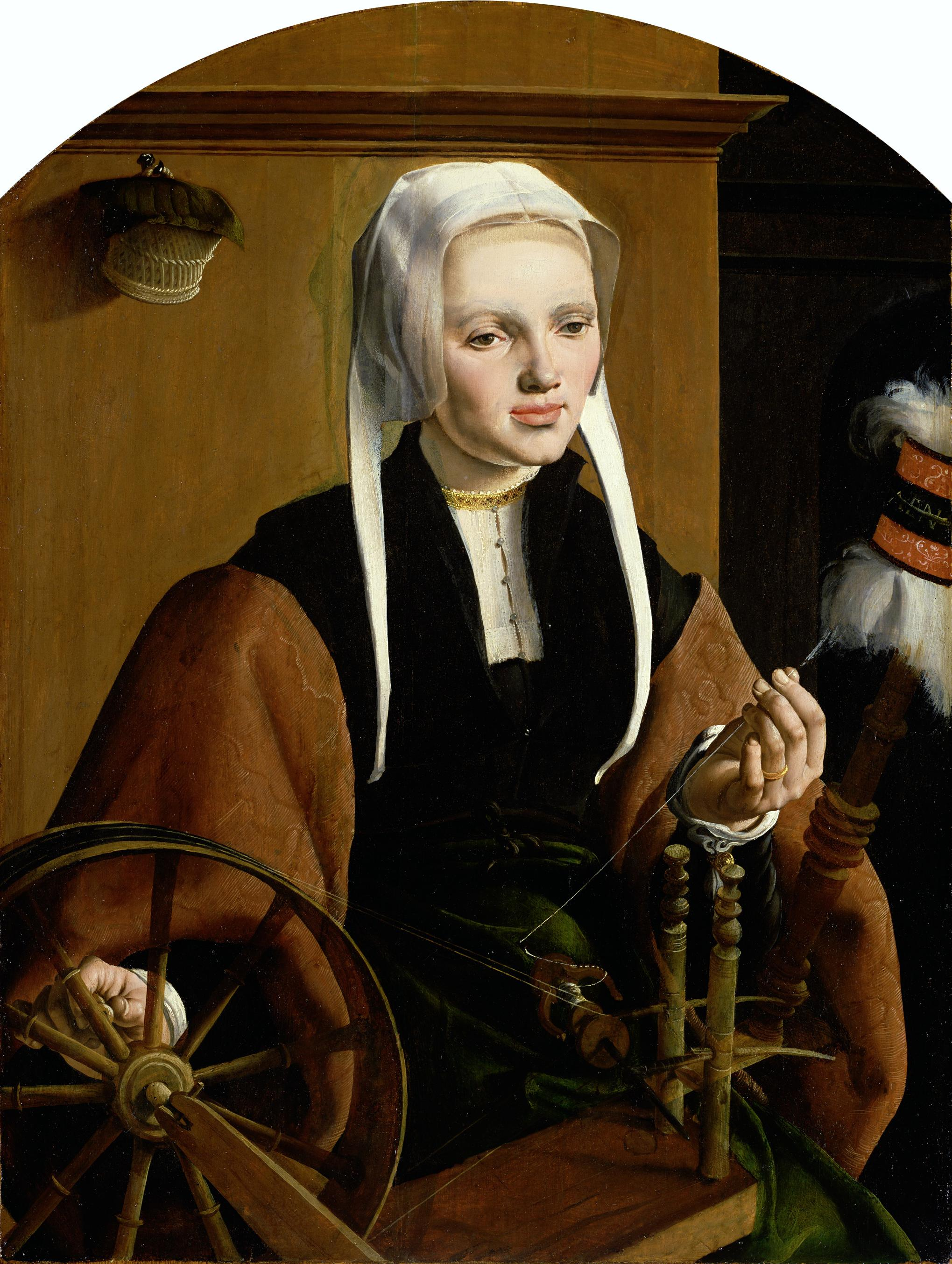
Самопрядка з ручним приводом на картині М. ван Гемскерка Портрет жінки (1529 рік). Лівою рукою подаються волокна до гострого кінця веретена, правою — прокручується колесо.

## Галерея

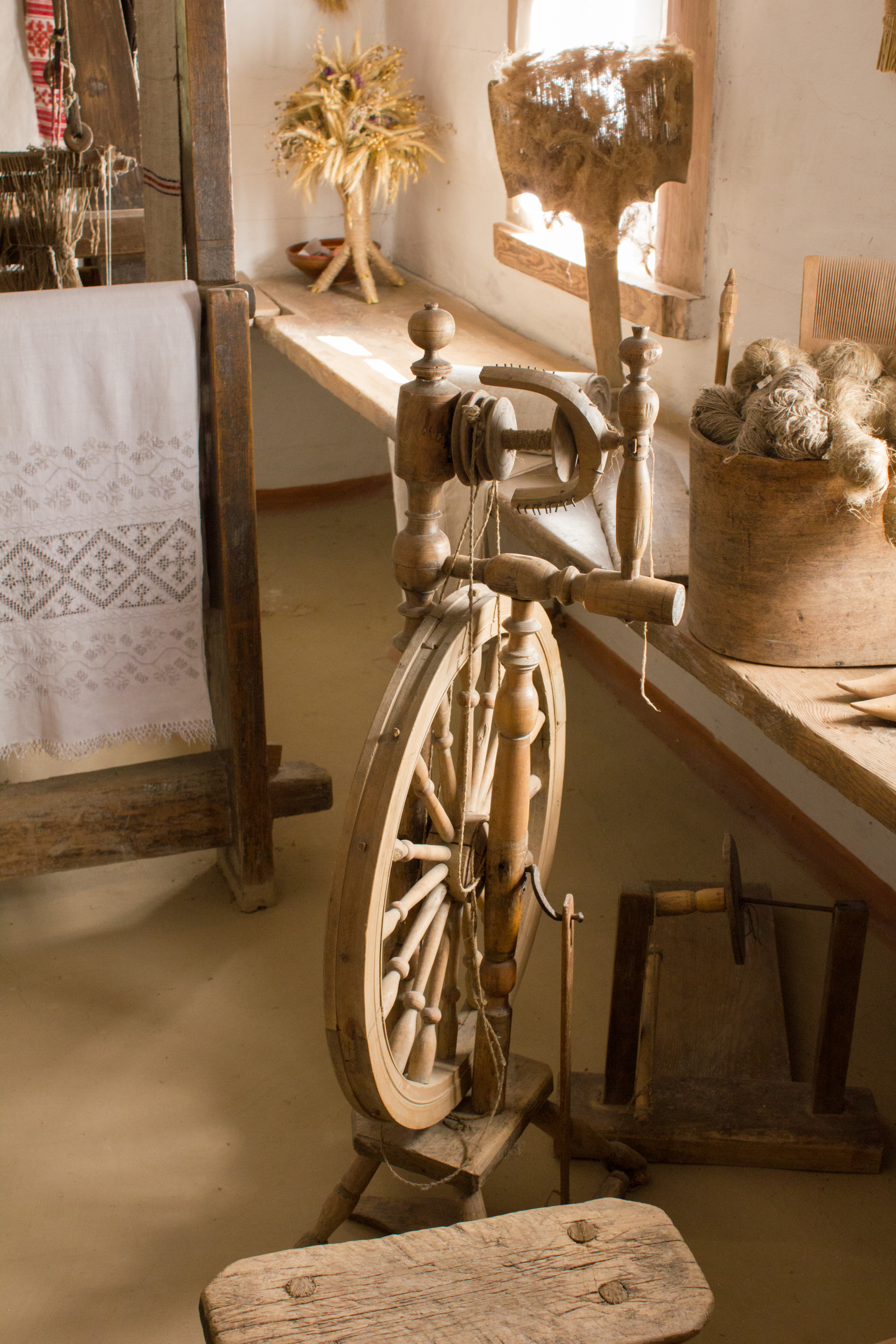
Самопрядка з верхнім розташуванням веретена. Музей у Пирогові.
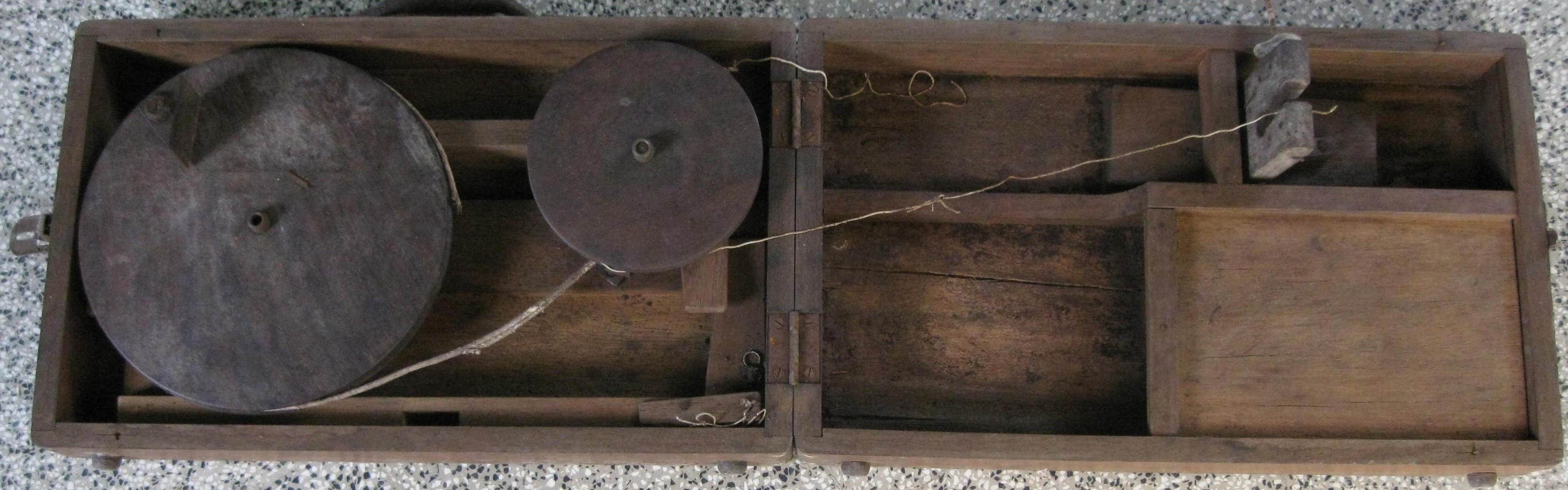
Компактний різновид індійської прядки-чархи
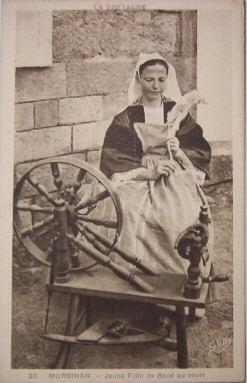

- Робота на прядці-чарсі
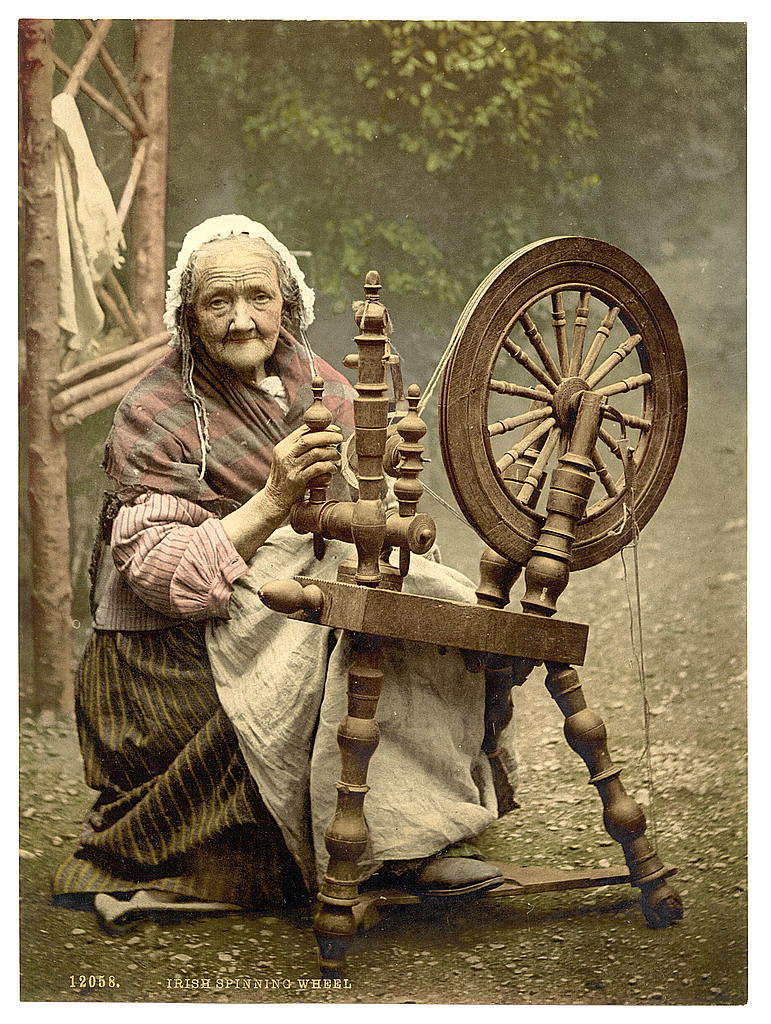
Ірландська жінка за прядкою. Фотохромний друк, 1890-ті
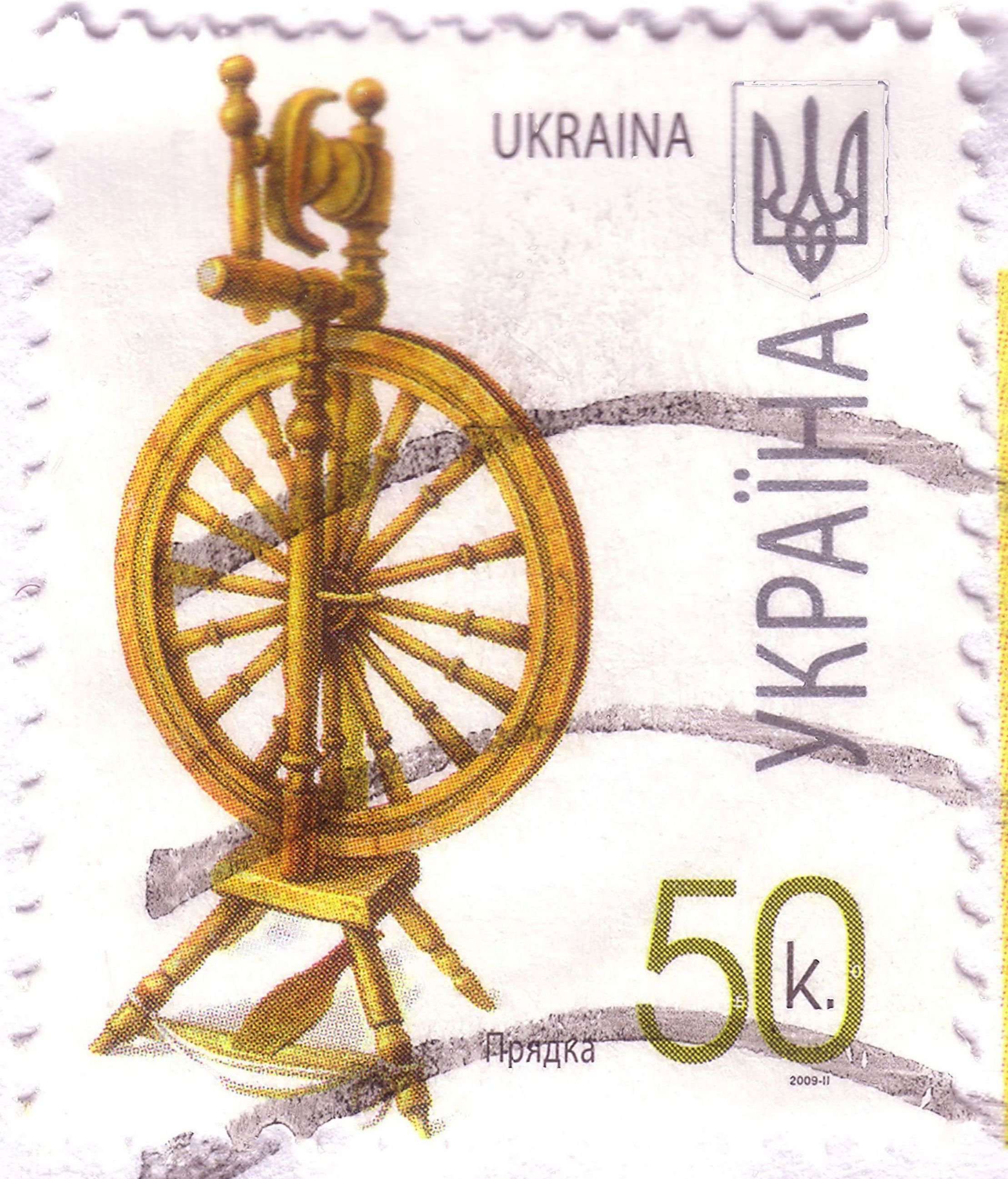
Стандартна марка «Прядка», 2009
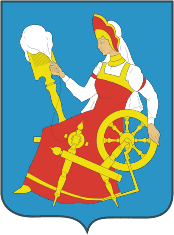
Герб міста Іваново
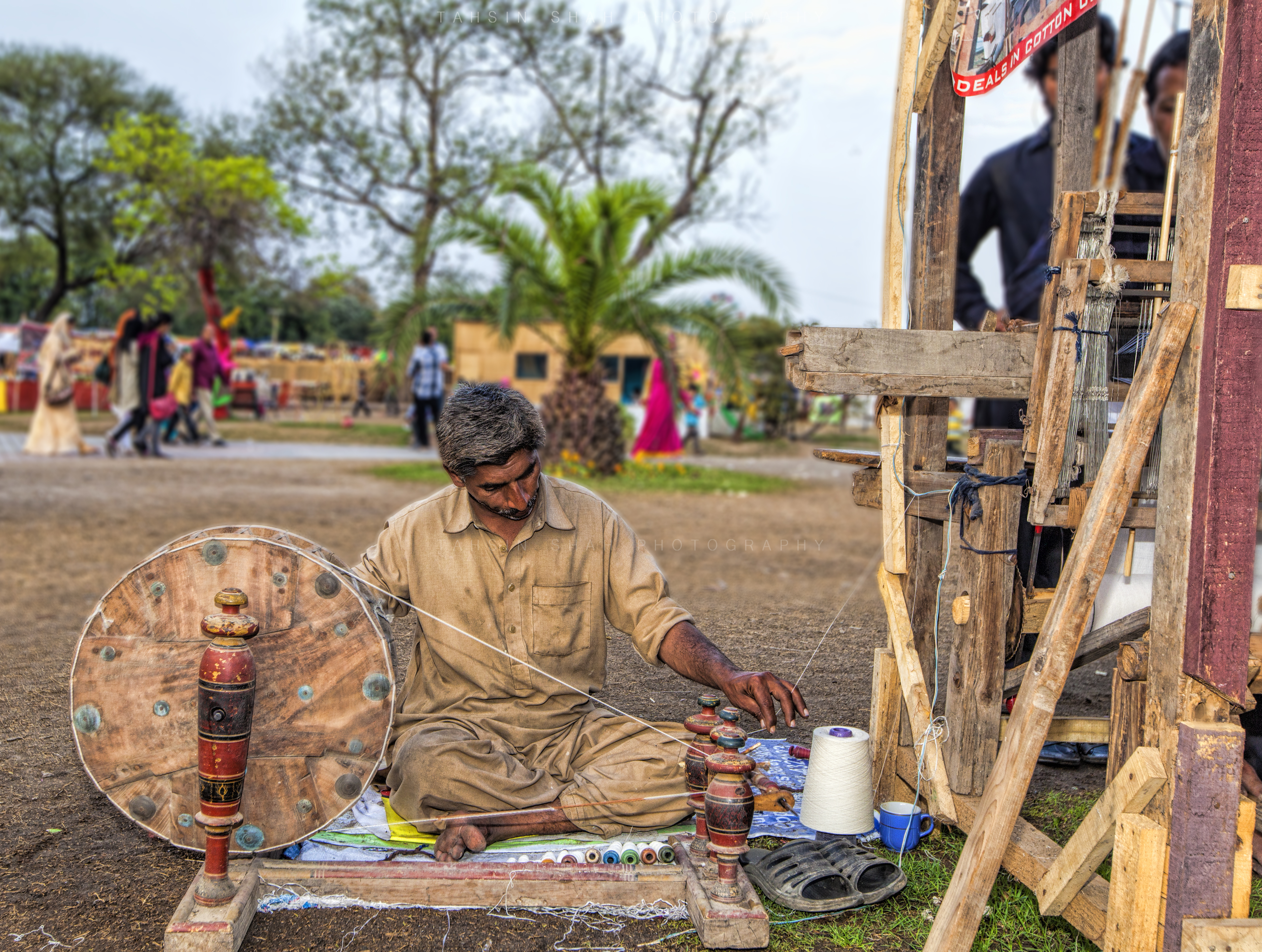
Чарха та ткацький верстат